# Водяне (Дніпровський район)
Водяне́ — село в Україні, у Новопокровській селищній територіальній громаді Дніпровського району Дніпропетровської області. Населення — 221 мешканець.

## Географія
Село Водяне примикає до села Товариський Труд. По селу протікає висихна Балка Соловйова з загатою.

## Населення

### Мова
Розподіл населення за рідною мовою за даними перепису 2001 року:
| Мова                | Відсоток |
| ------------------- | -------- |
| українська          | 94,1 %   |
| російська           | 4,1 %    |
| інші/не визначилися | 1,8 %    |

## Інтернет-посилання
- Погода в селі Водяне [Архівовано 7 червня 2016 у Wayback Machine.]

1. ↑  Рідні мови в об'єднаних територіальних громадах України — Український центр суспільних даних